# 兵变1938
《兵变1938》，中国大陆电视剧，导演张玉中，主演梅婷、刘磊、黑子、李君峰、姚居德。

## 剧情
该剧讲述1938年，大日本帝国入侵中华之后，在中国大地上的华北安阳市同中国国民党、中国共产党三方之间明争暗斗的故事。

## 演出
- 梅婷 出演 肖娅。国军女间谍，潜伏于日军军营中。[1]
- 刘磊 出演 林达飞。中共地下党，潜伏于国军军营中。[2]
- 黑子 出演 关震宇
- 徐光宇 出演 耿杰
- 王沫溪 出演 四姨太
- 李君峰 出演 前田

## 播出
该剧被誉为“中国第一部描写战争背景下的情爱与错爱的军事悬疑片”。